# Daltonia ovalis
Daltonia ovalis är en bladmossart som beskrevs av Thomas Taylor 1846. Daltonia ovalis ingår i släktet Daltonia och familjen Daltoniaceae. Inga underarter finns listade i Catalogue of Life.